# Fletsch
Fletsch – Saturday Bite Fever ist ein deutsches Musical. Die Musik stammt von Marc Schubring, die Liedtexte von Wolfgang Adenberg und das Buch von Holger Hauer. Es basiert auf dem Roman Werwölfe küssen gut von Roger L. DiSilvestro. 
Die Uraufführung fand am 8. Dezember 1993 im Theater Arnual in Saarbrücken statt. Es spielten Holger Hauer (Stanley), Ellen Kärcher (Daisy/Esther) und Elmar Müller (Vater/Psychiater).

## Handlung
Der schüchterne Versicherungsangestellte Stanley ist ebenso leidenschaftlich wie hoffnungslos in seine Sekretärin Daisy verliebt. Solange bis er, eher zufällig, von der Werwölfin Esther gebissen wird und sich nun selbst in einen Werwolf verwandelt: Auf der Brust sprießen plötzlich Haare, er wird muskulöser und selbstbewusster, und mit einem Mal erwacht auch Daisys Interesse an ihm. 
In Stanleys Vater, einem pensionierten Großwildjäger, regt sich jedoch wieder der alte Jagdinstinkt, und er will nicht eher ruhen, bis der Kopf seines Sohnes an seiner Trophäenwand hängt. Und auch Esther stellt plötzlich ziemlich tödliche Ansprüche an den neuen Werwolf...

## Rezeption
Fletsch wurde seit seiner Uraufführung von mehr als 20 Theatern nachgespielt und gilt als eines der meistgespielten deutschen Musicals.